# Miconia grandidentata
Miconia grandidentata är en tvåhjärtbladig växtart som beskrevs av Frank Almeda. Miconia grandidentata ingår i släktet Miconia och familjen Melastomataceae.
Artens utbredningsområde är Costa Rica. Inga underarter finns listade i Catalogue of Life.